# Nei Cruz Portela
Nei Cruz Portela (* 13. Januar 1962 in Santa Maria) ist ein Handballtrainer und ehemaliger Handballnationalspieler Brasiliens.

## Karriere

### Spieler und Trainer
Portela wuchs in der Handballhochburg Brasiliens, Santa Maria im Bundesstaat Rio Grande do Sul, auf. Dort spielte er von 1976 bis 1982 in den Jugendmannschaften und im Herrenteam der Universidade Federal de Santa Maria. 1981 wurde Portela als Spieler brasilianischer Meister. Im selben Jahr wurden die Verantwortlichen des deutschen Vereins TS Großburgwedel während einer Brasilienreise auf Portela aufmerksam und holten den Nationalspieler nach Abschluss seines Abiturs 1982 nach Hannover. Bei der TS Großburgwedel spielte er bis 1987, neben dem Sport- und Mathematik-Studium an der Gottfried Wilhelm Leibniz Universität Hannover, in der Regionalliga. Eine Schulterverletzung zwang ihn, als Spieler kürzerzutreten. 1987 wechselte Portela als Spielertrainer zum MTV Celle und führte den Verbandsligisten direkt in die Regionalliga, Portela blieb bis 1994 Trainer beim MTV Celle. Die auch von ihm trainierte A-Jugend wurde 1991 Niedersachsenmeister und 1992 Norddeutscher Meister.

### Nationalmannschaft
Für die brasilianische Nationalmannschaft bestritt er von 1979 bis 1982 150 Länderspiele und gewann 1981 Silber bei den Panamerikanischen Meisterschaften.

### Trainer und sportlicher Leiter
Von Januar 2001 bis 2008 war Portela Trainer bei der TSV Hannover-Burgdorf in der 3. Liga. 2005 schaffte er den Aufstieg in die 2. Bundesliga. Seit 2005 hat Portela die A-Lizenz als Handballtrainer. Anschließend war er bis 2010 im Management bei HSV Hannover Handball tätig. Von 2015 bis 2020 war der Brasilianer Sportlicher Leiter und Trainer beim TuS Vinnhorst und führte den Landesligisten direkt bis in die 3. Liga.

## Privates
Portela ist verheiratet und lebt in Hannover.